# 比约恩·谢尔佩
比约恩·谢尔佩（挪威語：Bjørn Skjærpe，1898年10月22日—？），挪威男子竞技体操运动员，所属俱乐部是斯塔万格Turnforening。他曾代表挪威获得1920年夏季奥运会体操比赛男子团体自由式银牌。